# Museo Suizo de Arquitectura

Con sus exposiciones y muestras temporales, el Museo Suizo de Arquitectura o SAM (en alemán Schweizerisches Architekturmuseum) de Basilea aborda temas controvertidos dentro del panorama internacional de la arquitectura y el urbanismo presentando sus implicaciones sociopolíticas. Además, el museo edita publicaciones y, durante cada exposición, organiza eventos paralelos relacionados. El museo se encuentra ubicado en el Kunsthalle Basel.